# Teologia bahai
La teologia bahá'í è incentrata sulla fede in un puro monoteismo in cui Dio è considerato come il creatore di tutte le cose e come: "Il più palese di quanti sono palesi e il più celato di quanti sono celati", poiché tutte le meraviglie della creazione ci parlano del Creatore ma allo stesso tempo è assolutamente impossibile per un essere limitato come l'uomo anche vagamente immaginare un Essere "infinitamente eccelso" Eterno Creatore di tutte le cose, di una creazione dinamica e infinita.
Dai bahá'í, Dio è considerato come personale, indescrivibile, onnisciente, onnipresente ed eterno.
I bahá'í credono inoltre che la volontà divina si sia manifestata nel corso della storia dell'umanità attraverso una serie di Manifestazioni di Dio o educatori divini. La teologia bahá'í è infatti basata sull'idea della rivelazione progressiva: tutte le religioni rivelate sono state fondate da Messaggeri di Dio, e ciascuno di Loro ha insegnato conformemente al luogo e al tempo della sua comparsa, in relazione alle capacità umane dell'epoca. Se non fosse stato per le limitazioni umane, ciascun Messaggero di Dio avrebbe potuto esprimere la volontà divina in modo totale; perciò per i bahá'í tutti i Messaggeri divini "sono assisi sullo stesso trono di gloria e dimorano nello stesso cielo".
La religione bahá'í è considerata la tappa attualmente focale o più recente della rivelazione divina — e quindi più adatta alla modernità —, ma lo stesso Bahá'u'lláh, specifica nelle sue scritture che le religioni sono tutte valide e vanno tutte rispettate, in quanto denigrandone anche una sola si denigrerebbe l'operato di Dio.